# Nova Prata do Iguaçu
Nova Prata do Iguaçu is een gemeente in de Braziliaanse deelstaat Paraná. De gemeente telt 10.822 inwoners (schatting 2009).